# Randolph Scott
George Randolph Scott (Condado de Orange, 23 de enero de 1898 - Beverly Hills, 2 de marzo de 1987) fue un actor estadounidense. 

## Biografía
Llegó a Hollywood en tiempos del cine mudo, en busca de fama, y avalado por su amistad con el magnate Howard Hughes, con quien había coincidido en la Universidad de Carolina del Norte, donde Randolph se había graduado como ingeniero textil. Comenzó a participar en algunas películas como figurante a finales de los años veinte. Tras su aparición en la película El virginiano, fue descubierto por los agentes de la Paramount, quienes le contrataron, con lo que comenzó a protagonizar películas, especialmente comedias románticas, dramas, películas de aventuras y algunos westerns. En los años treinta destaca sobre todo una serie de westerns dirigidos por Henry Hathaway y su papel de Ojo de Halcón en una versión de El último mohicano, de George B. Seitz.
En 1939, entre varias películas en las que intervino, destaca Tierra de audaces, de Henry King, en la que tiene un papel importante, siendo un honrado sheriff que persigue a los hermanos James, y su papel de Wyatt Earp en Frontier Marshal, dirigida por Allan Dwan.  En adelante, Scott caracterizaría a personajes duros y estructurados.
Durante los años 1930 hizo gran amistad con Cary Grant (1904-1986), con quien protagonizó Mi mujer favorita, junto a la gran amiga de ambos Irene Dunne, y con quien compartió una mansión hasta sus respectivos matrimonios, lo que dio lugar a muchas especulaciones sobre la orientación sexual de ambos. El prostituto Scotty Bowers afirmó en sus memorias publicadas en 2012, Full Service, que Scott y Grant mantenían una sólida relación sentimental y sexual. Sin embargo, el hijo adoptado de Scott, Christopher, desafió a los rumores. Tras la muerte de Scott, Christopher escribió un libro titulado Whatever Happened to Randolph Scott? en el que  rechaza los rumores sobre la presunta homosexualidad de su padre. Budd Boetticher, el director más a menudo vinculado con el trabajo de Scott, dijo acerca de los rumores: "Mentira". (Aunque Boetticher no conoció a Scott hasta que el actor tenía 58 años). La insistencia de Grant de que no tenía "nada en contra de los gais, yo solo no soy uno" se trata largamente en el libro de Peter Bogdanovich de ensayos sobre actores Who the Hell's in It.
En los años 1940 su estrella no deja de crecer; se va especializando cada vez más en los westerns, sobre todo Senda siniestra, de George Marshall, Belle Starr, de Irving Cummings, y sobre todo Espíritu de conquista, del gran Fritz Lang. Además de los westerns es de destacar su participación en el clásico del cine de piratas El capitán Kidd, junto a Charles Laughton.
Pero sería en los años 1950, tras crear su propia productora, y colaborando con el director Budd Boetticher y el guionista Burt Kennedy, cuando alcanzaría la cúspide de su fama con varios westerns de bajo presupuesto pero llenos de autenticidad como Los cautivos (1957).
En 1962 trabajaría en su última película, Duelo en la Alta Sierra, estupendo film dirigido por Sam Peckinpah y coprotagonizado por otra veterana estrella del western, Joel McCrea. El actor se retiró de la pantalla para vivir completamente alejado del cine disfrutando de sus sabias y cuantiosas inversiones monetarias.
Randolph Scott falleció el 2 de marzo de 1987 en la ciudad californiana de Los Ángeles.Tenía 89 años de edad. Está enterrado en el cementerio de Elmwood, Charlotte, Carolina del Norte.